# Женска фудбалска репрезентација Аустрије
Женска фудбалска репрезентација Аустрије је национални фудбалски тим који представља Аустрију на међународним такмичењима и под контролом је Фудбалског савеза Аустрије, владајућег тела за фудбал у Аустрији.
Репрезентацију чине углавном играчице аустријске и немачке женске Бундеслиге. У 2016. години, тим се квалификовао за свој први велики турнир: УЕФА Еуро 2017. за жене.

## Историја
Женска репрезентација Аустрије је своју прву утакмицу одиграла 6. јула 1970. против Мексика у Барију у Италији, такмичећи се на Светском првенству за жене 1970. године, незваничном такмичењу одржаном у тој земљи од 6. јула до 15. јула 1970. године. Резултат је био 9 : 0 за Мексико, који остаје један од његових најгорих резултата у историји, овим резултатом Аустрија је брзо испала из такмичења. После месец дана Аустрија је играла против Швајцарске, поновивши поново пораз од Мексика, резултат је био 9 : 0 за репрезентацију Швајцарске.
Женска репрезентација Аустрије је одиграла је две признате пријатељске утакмице против Швајцарске пре првог светског првенства за жене, утакмица су одигране 1978. и 1990. године, изгубивши обе утакмице резултатима 6 : 2 и 5 : 1. Репрезентација Аустрије није учествовала на инаугурационом Светском првенству за жене 1991. у Кини, као ни на наредном издању 1995. године у Шведској, али је за то време играла међународне пријатељске утакмице. Аустрија је играла квалификације за Европско првенство 1997. за жене које су одржане у Норвешкој и Шведској. Аустрија је била стављена у класу Б, групу 7 са Швајцарском, Југославијом и Грчком. Од шест одиграних утакмица победила је на три, једну одиграла нерешено и две изгубила, нерешено је играла против Грчке а изгубила две од Швајцарске и Југославије, завршивши на трећем месту у групи и елиминисана са турнира. Тако Аустрија није ушла у квалификације за Светско првенство 1999. одржаним у Сједињеним Државама.

## Достигнућа
Утакмице и голови од 15. јула 2022.
Играчи чија су имена означена подебљаним словима су и даље активни, барем на клупском нивоу.
| #  | Играчица             | Период    | Утакмица | Голова |
| -- | -------------------- | --------- | -------- | ------ |
| 1  | Сара Пунтигам        | 2009–     | 123      | 18     |
| 2  | Карина Венингер      | 2007–     | 119      | 6      |
| 3  | Нина Бургер          | 2005–2019 | 109      | 48     |
| 4  | Сара Задразил        | 2010–     | 99       | 13     |
| 5  | Лаура Фејерсингер    | 2010–     | 95       | 16     |
| 6  | Надине Прохаска      | 2008–2019 | 94       | 7      |
| 7  | Верена Ашауер        | 2011–     | 88       | 10     |
| 8  | Вирџинија Киршбергер | 2010–     | 87       | 2      |
| 9  | Викторија Шнадербек  | 2007–     | 83       | 2      |
| 10 | Никол Била           | 2013–     | 82       | 44     |
| 10 | Мануела Зинсбергер   | 2013–     | 82       | 0      |

| # | Играчица         | Период    | Голова | Утакмица | Просек |
| - | ---------------- | --------- | ------ | -------- | ------ |
| 1 | Нина Бургер      | 2005–2019 | 48     | 109      | 0.44   |
| 2 | Никол Била       | 2013–     | 44     | 82       | 0.54   |
| 3 | Лиса Макас       | 2010–     | 19     | 73       | 0.26   |
| 4 | Сара Пунтигам    | 2009–     | 18     | 123      | 0.15   |
| 5 | Лаура Фејрсингер | 2010–     | 16     | 95       | 0.17   |
| 6 | Сара Задразил    | 2010–     | 13     | 99       | 0.13   |
| 7 | Верена Ашауер    | 2011–     | 10     | 88       | 0.11   |
| 8 | Марион Гребнер   | 2005–2013 | 9      | 38       | 0.24   |
| 8 | Барбара Дунст    | 2015–     | 9      | 58       | 0.16   |
| 8 | Катарина Шектл   | 2014–     | 9      | 63       | 0.14   |

## Такмичарски рекорд

### Светско првенство за жене
| Светско првенство у фудбалу за жене − резултати | Светско првенство у фудбалу за жене − резултати | Светско првенство у фудбалу за жене − резултати | Светско првенство у фудбалу за жене − резултати | Светско првенство у фудбалу за жене − резултати | Светско првенство у фудбалу за жене − резултати | Светско првенство у фудбалу за жене − резултати | Светско првенство у фудбалу за жене − резултати | Светско првенство у фудбалу за жене − резултати |        | Квалификациони резултати | Квалификациони резултати | Квалификациони резултати | Квалификациони резултати | Квалификациони резултати | Квалификациони резултати | Квалификациони резултати |                  |
| Година                                          | Коло                                            | Позиција                                        | Ута                                             | Поб                                             | Нер*                                            | Изг                                             | ГД                                              | ГП                                              | Ута    | Поб                      | Нер                      | Изг                      | ГД                       | ГП                       |                          |                          |                  |
| ----------------------------------------------- | ----------------------------------------------- | ----------------------------------------------- | ----------------------------------------------- | ----------------------------------------------- | ----------------------------------------------- | ----------------------------------------------- | ----------------------------------------------- | ----------------------------------------------- | ------ | ------------------------ | ------------------------ | ------------------------ | ------------------------ | ------------------------ | ------------------------ | ------------------------ | ---------------- |
| 1991                                            | Нису учествовале                                | Нису учествовале                                | Нису учествовале                                | Нису учествовале                                | Нису учествовале                                | Нису учествовале                                | Нису учествовале                                | Нису учествовале                                |        | Нису учествовале         | Нису учествовале         | Нису учествовале         | Нису учествовале         | Нису учествовале         | Нису учествовале         | Нису учествовале         | Нису учествовале |
| 1995                                            | Нису учествовале                                | Нису учествовале                                | Нису учествовале                                | Нису учествовале                                | Нису учествовале                                | Нису учествовале                                | Нису учествовале                                | Нису учествовале                                |        | Нису учествовале         | Нису учествовале         | Нису учествовале         | Нису учествовале         | Нису учествовале         | Нису учествовале         | Нису учествовале         | Нису учествовале |
| 1999                                            | Нису учествовале                                | Нису учествовале                                | Нису учествовале                                | Нису учествовале                                | Нису учествовале                                | Нису учествовале                                | Нису учествовале                                | Нису учествовале                                |        | Нису учествовале         | Нису учествовале         | Нису учествовале         | Нису учествовале         | Нису учествовале         | Нису учествовале         | Нису учествовале         | Нису учествовале |
| 2003                                            | Нису се квалификовале                           | Нису се квалификовале                           | Нису се квалификовале                           | Нису се квалификовале                           | Нису се квалификовале                           | Нису се квалификовале                           | Нису се квалификовале                           | Нису се квалификовале                           | 6      | 1                        | 1                        | 4                        | 7                        | 15                       |                          |                          |                  |
| 2007                                            | Нису се квалификовале                           | Нису се квалификовале                           | Нису се квалификовале                           | Нису се квалификовале                           | Нису се квалификовале                           | Нису се квалификовале                           | Нису се квалификовале                           | Нису се квалификовале                           | 8      | 1                        | 1                        | 6                        | 7                        | 19                       |                          |                          |                  |
| 2011                                            | Нису се квалификовале                           | Нису се квалификовале                           | Нису се квалификовале                           | Нису се квалификовале                           | Нису се квалификовале                           | Нису се квалификовале                           | Нису се квалификовале                           | Нису се квалификовале                           | 8      | 3                        | 1                        | 4                        | 14                       | 12                       |                          |                          |                  |
| 2015                                            | Нису се квалификовале                           | Нису се квалификовале                           | Нису се квалификовале                           | Нису се квалификовале                           | Нису се квалификовале                           | Нису се квалификовале                           | Нису се квалификовале                           | Нису се квалификовале                           | 10     | 7                        | 0                        | 3                        | 31                       | 14                       |                          |                          |                  |
| 2019                                            | Нису се квалификовале                           | Нису се квалификовале                           | Нису се квалификовале                           | Нису се квалификовале                           | Нису се квалификовале                           | Нису се квалификовале                           | Нису се квалификовале                           | Нису се квалификовале                           | 8      | 5                        | 1                        | 2                        | 19                       | 7                        |                          |                          |                  |
| 2023                                            | У току                                          | У току                                          | У току                                          | У току                                          | У току                                          | У току                                          | У току                                          | У току                                          | У току | У току                   | У току                   | У току                   | У току                   | У току                   |                          |                          |                  |
| Укупно                                          | —                                               | 0/9                                             | —                                               | —                                               | —                                               | —                                               | —                                               | —                                               |        | 40                       | 17                       | 4                        | 19                       | 78                       | 67                       |                          |                  |

*Жребови укључују утакмице где је одлука пала извођењем једанаестераца.

### Европско првенство у фудбалу за жене
| 1984   | Нису учествовале      | Нису учествовале      | Нису учествовале      | Нису учествовале      | Нису учествовале      | Нису учествовале      | Нису учествовале      | Нису учествовале      | Нису учествовале      |    | Нису учествовале | Нису учествовале | Нису учествовале | Нису учествовале | Нису учествовале | Нису учествовале | Нису учествовале | Нису учествовале | Нису учествовале |
| 1987   | Нису учествовале      | Нису учествовале      | Нису учествовале      | Нису учествовале      | Нису учествовале      | Нису учествовале      | Нису учествовале      | Нису учествовале      | Нису учествовале      |    | Нису учествовале | Нису учествовале | Нису учествовале | Нису учествовале | Нису учествовале | Нису учествовале | Нису учествовале | Нису учествовале | Нису учествовале |
| 1989   | Нису учествовале      | Нису учествовале      | Нису учествовале      | Нису учествовале      | Нису учествовале      | Нису учествовале      | Нису учествовале      | Нису учествовале      | Нису учествовале      |    | Нису учествовале | Нису учествовале | Нису учествовале | Нису учествовале | Нису учествовале | Нису учествовале | Нису учествовале | Нису учествовале | Нису учествовале |
| 1991   | Нису учествовале      | Нису учествовале      | Нису учествовале      | Нису учествовале      | Нису учествовале      | Нису учествовале      | Нису учествовале      | Нису учествовале      | Нису учествовале      |    | Нису учествовале | Нису учествовале | Нису учествовале | Нису учествовале | Нису учествовале | Нису учествовале | Нису учествовале | Нису учествовале | Нису учествовале |
| 1993   | Нису учествовале      | Нису учествовале      | Нису учествовале      | Нису учествовале      | Нису учествовале      | Нису учествовале      | Нису учествовале      | Нису учествовале      | Нису учествовале      |    | Нису учествовале | Нису учествовале | Нису учествовале | Нису учествовале | Нису учествовале | Нису учествовале | Нису учествовале | Нису учествовале | Нису учествовале |
| 1995   | Нису учествовале      | Нису учествовале      | Нису учествовале      | Нису учествовале      | Нису учествовале      | Нису учествовале      | Нису учествовале      | Нису учествовале      | Нису учествовале      |    | Нису учествовале | Нису учествовале | Нису учествовале | Нису учествовале | Нису учествовале | Нису учествовале | Нису учествовале | Нису учествовале | Нису учествовале |
| 1997   | нису се квалификовале | нису се квалификовале | нису се квалификовале | нису се квалификовале | нису се квалификовале | нису се квалификовале | нису се квалификовале | нису се квалификовале | нису се квалификовале | 6  | 3                | 1                | 2                | 8                | 12               |                  |                  |                  |                  |
| 2001   | нису се квалификовале | нису се квалификовале | нису се квалификовале | нису се квалификовале | нису се квалификовале | нису се квалификовале | нису се квалификовале | нису се квалификовале | нису се квалификовале | 6  | 1                | 1                | 4                | 6                | 14               |                  |                  |                  |                  |
| 2005   | нису се квалификовале | нису се квалификовале | нису се квалификовале | нису се квалификовале | нису се квалификовале | нису се квалификовале | нису се квалификовале | нису се квалификовале | нису се квалификовале | 6  | 5                | 0                | 1                | 31               | 4                |                  |                  |                  |                  |
| 2009   | нису се квалификовале | нису се квалификовале | нису се квалификовале | нису се квалификовале | нису се квалификовале | нису се квалификовале | нису се квалификовале | нису се квалификовале | нису се квалификовале | 8  | 3                | 0                | 5                | 13               | 18               |                  |                  |                  |                  |
| 2013   | нису се квалификовале | нису се квалификовале | нису се квалификовале | нису се квалификовале | нису се квалификовале | нису се квалификовале | нису се квалификовале | нису се квалификовале | нису се квалификовале | 10 | 6                | 2                | 2                | 17               | 12               |                  |                  |                  |                  |
| 2017   | 'Полуфинале           | 3.                    | 5                     | 2                     | 3                     | 0                     | 5                     | 1                     | Састав                | 8  | 5                | 2                | 1                | 18               | 4                |                  |                  |                  |                  |
| 2022   | Квалификовале се      | Квалификовале се      | Квалификовале се      | Квалификовале се      | Квалификовале се      | Квалификовале се      | Квалификовале се      | Квалификовале се      | Квалификовале се      | 8  | 6                | 1                | 1                | 22               | 3                |                  |                  |                  |                  |
| Укупно | Полуфинале            | 1/12                  | 5                     | 2                     | 3                     | 0                     | 5                     | 1                     | —                     |    | 52               | 29               | 7                | 16               | 115              | 67               |                  |                  |                  |

*Жребови укључују утакмице где је одлука пала извођењем једанаестераца.

### Позивни трофеји
- Куп Кипра за жене: Шампион 2016[3]